# Vateria
Genre
Classification phylogénétique
 Vateria est un genre d'arbres de la famille des Dipterocarpaceae localisé à l'Asie du Sud Est.

## Répartition
Asie du Sud Est

## Liste d'espèces
Le genre Vateria compte une dizaine d'espèces, plus de la moitié sont en danger critique d'extinction.
- Vateria acuminata
- Vateria affinis
- Vateria canaliculata
- Vateria ceylanica
- Vateria copallifera
- Vateria cordifolia
- Vateria disticha
- Vateria elegans
- Vateria indica, Linn
- Vateria macrocarpa, B.L. Gupta

Selon GBIF (9 avril 2024), il n'existe, en 2024, que 4 à 5 espèces :
- Vateria copallifera (Retz.) Alston
- Vateria indica L.
- Vateria lanceaefolia A.DC., 1868
- Vateria macrocarpa B.L.Gupta
- Vateria macrocarpa K.M.Gupta

## Systématique et taxonomie
Le nom correct complet (avec auteur) de ce taxon est Vateria L..
Vateria a pour synonymes :
- Dyerella F.Heim
- Panoe Adans.